# La ragazza di Rose Hill
La ragazza di Rose Hill (La Femme de Rose Hill) è un film del 1989 diretto da Alain Tanner.